# Jan Bühn

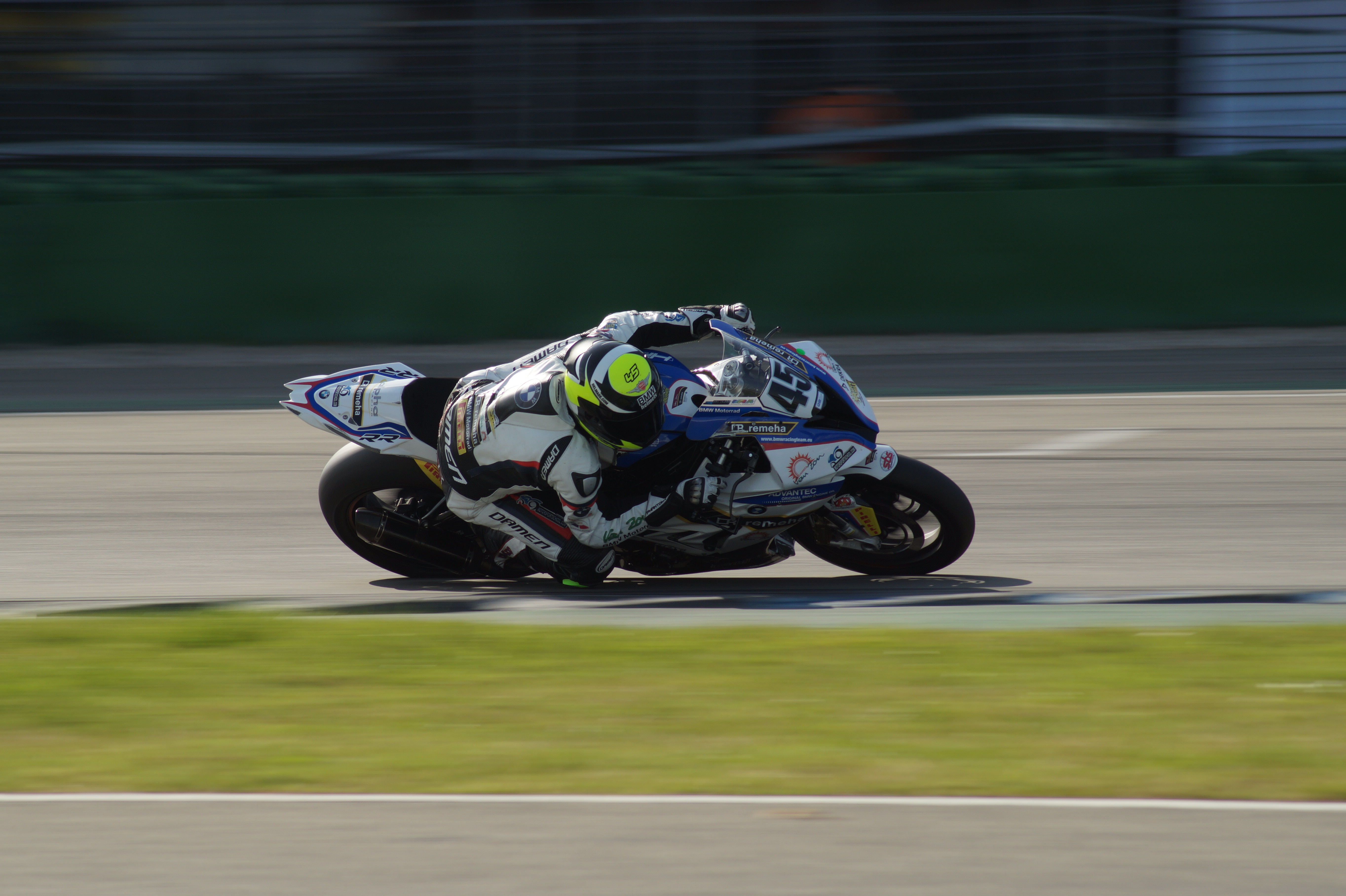
Jan Bühn beim IDM-Superbike-Finale auf dem Hockenheimring 2017

Jan Bühn (* 3. März 1991 in Heidelberg) ist ein deutscher Motorradrennfahrer.

## Karriere
Bühn fuhr zunächst Minibike. 2005 stieg er in den ADAC Junior Cup auf und wurde dort 2007 Vierter. Im Jahr 2008 ging er erstmals in der Internationalen Deutschen Motorradmeisterschaft in der Klasse bis 125 cm³ an den Start und wurde elfter. Im darauffolgenden Jahr erreichte Bühn Gesamtrang 6, er startete für das Kiefer Racing Team.
Im Jahr 2010 fuhr Bühn in der DMV Rundstrecken Championship in der Klasse bis 600 cm³ auf Yamaha und wurde dort mit zehn Siegen in zehn Rennen Meister. Außerdem absolvierte er seine ersten Gaststart in der Europameisterschaft am Nürburgring. Von 2011 bis 2013 startete er in der IDM Supersport auf Suzuki und später auf Yamaha. 2014 nahm er an der spanischen Motorradmeisterschaft in der Klasse Moto2 teil und erreichte Platz 9 als bestes Ergebnis.
In der Saison 2015 startete er wieder in der IDM Supersport für das Team Räth Romero und wurde dort mit vier Siegen Meister. Er lag dabei am Saisonende mit 275 Zählern punktgleich mit dem Finnen Tatu Lauslehto. Ausschlaggebend für die Vergabe des Meistertitels zu Gunsten Bühns war die höhere Anzahl an zweiten Plätzen (6:2), da beide gleich viele Laufsiege erreichten. Es folgte der Aufstieg in die IDM Superstock 1000, wo er auf BMW den dritten Rang holte. 2017 fuhr Bühn erstmals in der IDM Superbike. Auch diesmal sicherte er sich den dritten Rang hinter Markus Reiterberger und Florian Alt.
2018 ging Bühn im FIM Superstock 1000 Cup auf BMW an den Start und belegte am Ende der Saison den elften Rang. 2019 kehrte er in die IDM Superbike zurück und beendete die Saison auf Gesamtrang 10.

## Statistik

### Erfolge
- 2010 – DRC-Meister auf Yamaha
- 2015 – Deutscher Supersport-Meister auf Yamaha

### Im FIM Superstock 1000 Cup
| Saison | Motorrad | Rennen | Siege | Podien | Poles | Punkte | Ergebnis |
| ------ | -------- | ------ | ----- | ------ | ----- | ------ | -------- |
| 2018   | BMW      | 8      | –     | –      | –     | 36     | 11.      |
| Gesamt | Gesamt   | 8      | –     | –      | –     | 36     |          |

### In der Superstock-600-Europameisterschaft
| Saison | Motorrad | Rennen | Siege | Podien | Poles | Punkte | Ergebnis |
| ------ | -------- | ------ | ----- | ------ | ----- | ------ | -------- |
| 2010   | Yamaha   | 1      | –     | –      | –     | 6      | 34.      |
| Gesamt | Gesamt   | 1      | –     | –      | –     | 6      |          |